# St. Marien (Weilheim)

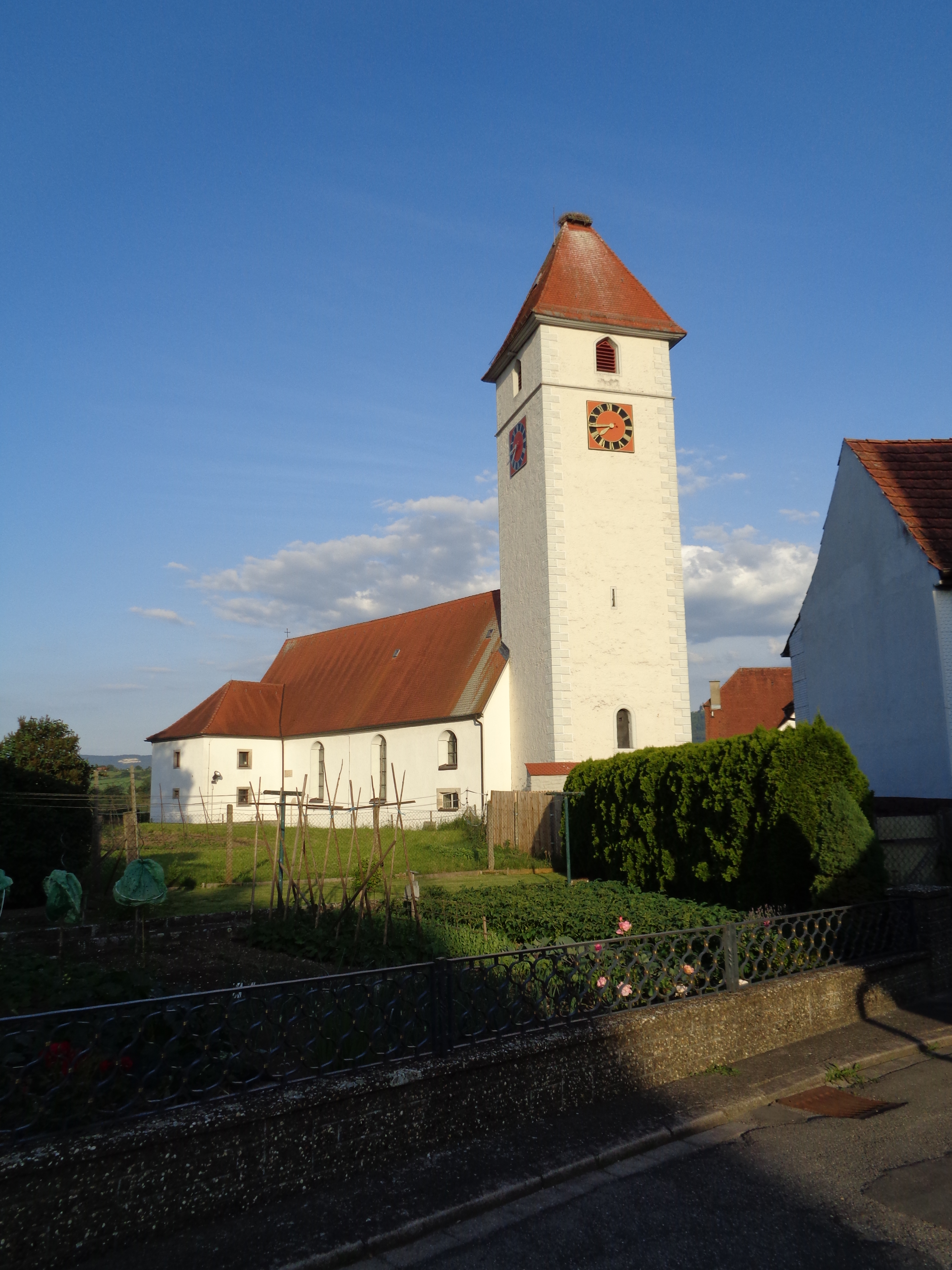
St. Marien in Weilheim

Die römisch-katholische Pfarrkirche St. Marien steht in Weilheim, einem Stadtteil von Hechingen im Zollernalbkreis in Baden-Württemberg. Die Kirchengemeinde gehört zum Erzbistum Freiburg. Das Bauwerk ist beim Landesamt für Denkmalpflege Baden-Württemberg als Baudenkmal eingetragen.

## Beschreibung

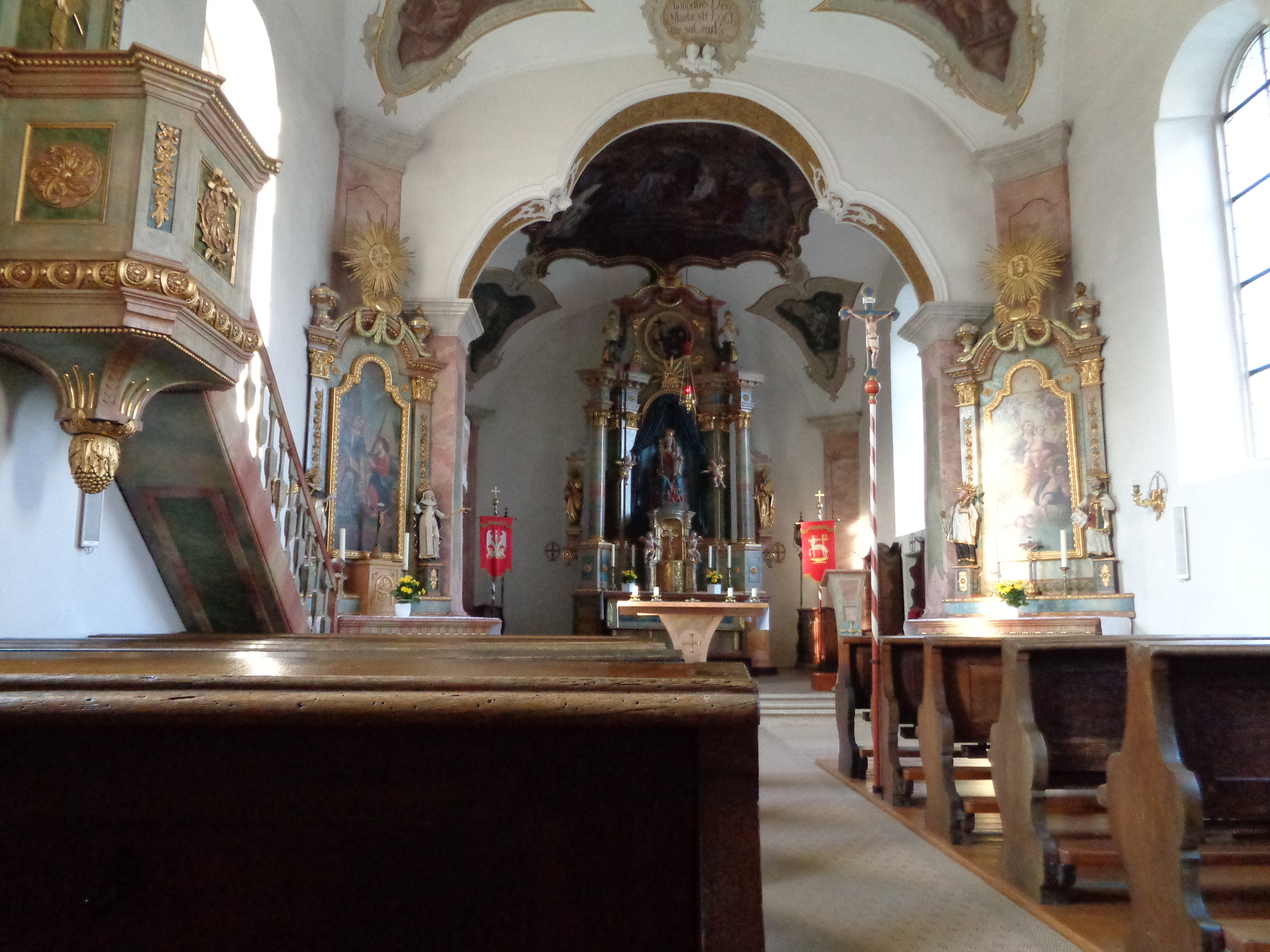
Blick zum Chor

Das Dorf war immer zollerisch und hatte den Schutz der Grafschaft und der Burg Hohenzollern gegen Westen zu übernehmen. Daher rührt der ausgesprochene Wehrcharakter der frühmittelalterlichen Wehrkirche und des Friedhofs. Der Kirchturm mit zwei Meter dicken Mauern, Schießscharten und einem früheren Zugang in fünf Metern Höhe stand bis zur Kirchenerweiterung 1767 frei.
An den alten Kirchturm wurde nach einem Entwurf von Christian Großbayer 1767 unter teilweiser Verwendung des alten Mauerwerks des Vorgängerbaus ein Langhaus mit einem gerade geschlossenen Chor nach Osten angebaut. Der Kirchturm wurde aufgestockt, um die Turmuhr und den Glockenstuhl für die drei Kirchenglocken unterzubringen, und mit einem Pyramidendach bedeckt. 
Der Innenraum ist durch Wandpfeiler gegliedert, auf denen eine flache Hängekuppel sitzt. Die Deckenmalereien wurden 1769 von Franz Ferdinand Dent geschaffen. Die Kirchenausstattung stammt aus der Erbauungszeit. Die Orgel wurde 1976 von Stehle Orgelbau errichtet.